# Armuña de Tajuña
Armuña de Tajuña é um município da Espanha na província de Guadalajara, comunidade autónoma de Castilla-La Mancha, de área 20,79 km² com população de 211 habitantes (2004) e densidade populacional de 10,15 hab./km².

## Demografia
| Variação demográfica do município entre 1991 e 2004 | Variação demográfica do município entre 1991 e 2004 | Variação demográfica do município entre 1991 e 2004 | Variação demográfica do município entre 1991 e 2004 |
| --------------------------------------------------- | --------------------------------------------------- | --------------------------------------------------- | --------------------------------------------------- |
| 1991                                                | 1996                                                | 2001                                                | 2004                                                |
| 98                                                  | 116                                                 | 111                                                 | 122                                                 |